# Іден (Айдахо)
Іден (англ. Eden) — місто в окрузі Джером, штат Айдахо, США. Згідно з переписом 2010 року населення становило 405 осіб, що на 6 осіб менше, ніж 2000 року.

## Географія
Іден розташований за координатами 42°36′19″ пн. ш. 114°12′33″ зх. д. / 42.60528° пн. ш. 114.20917° зх. д. (42.605307, -114.209058).  За даними Бюро перепису населення США в 2010 році місто мало площу 0,83 км², уся площа — суходіл.

## Демографія

### Перепис 2010 року
За даними перепису 2010 року, у місті проживало 405 осіб у 160 домогосподарствах у складі 105 родин. Густота населення становила 488,7 ос./км². Було 180 помешкань, середня густота яких становила 217,2/км². Расовий склад міста: 75,8 % білих, 21,7 % інших рас, а також 2,5 % людей, які зараховують себе до двох або більше рас. Іспанці та латиноамериканці незалежно від раси становили 26,7 % населення.
Із 160 домогосподарств 35,6 % мали дітей віком до 18 років, які жили з батьками; 48,1 % були подружжями, які жили разом; 11,9 % мали господиню без чоловіка; 5,6 % мали господаря без дружини і 34,4 % не були родинами. 28,8 % домогосподарств складалися з однієї особи, у тому числі 16,3 % віком 65 і більше років. У середньому на домогосподарство припадало 2,53 мешканця, а середній розмір родини становив 3,07 особи.
Середній вік жителів міста становив 36,1 року. Із них 28,4 % були віком до 18 років; 7,8 % — від 18 до 24; 25,8 % від 25 до 44; 22,5 % від 45 до 64 і 15,6 % — 65 років або старші. Статевий склад населення: 52,1 % — чоловіки і 47,9 % — жінки.
Середній дохід на одне домашнє господарство  становив 46 639 доларів США (медіана — 45 000), а середній дохід на одну сім'ю — 54 241 долар (медіана — 50 156). Медіана доходів становила 27 500 доларів для чоловіків та 23 667 доларів для жінок. За межею бідності перебувало 10,8 % осіб, у тому числі 14,1 % дітей у віці до 18 років та 11,1 % осіб у віці 65 років та старших.
Цивільне працевлаштоване населення становило 207 осіб. Основні галузі зайнятості: науковці, спеціалісти, менеджери — 17,9 %, освіта, охорона здоров'я та соціальна допомога — 17,4 %, транспорт — 13,0 %, сільське господарство, лісництво, риболовля — 11,1 %.

### Перепис 2000 року
За даними перепису 2000 року, у місті проживало 411 осіб у 155 домогосподарствах у складі 108 родин. Густота населення становила 495,9 ос./км². Було 165 помешкань, середня густота яких становила 199,1/км². Расовий склад міста: 86,37 % білих, 0,24 % індіанців, 12,65 % інших рас і 0,73 % людей, які зараховують себе до двох або більше рас. Іспанці та латиноамериканці незалежно від раси становили 15,33 % населення.
Із 155 домогосподарств 34,8 % мали дітей віком до 18 років, які жили з батьками; 54,8 % були подружжями, які жили разом; 10,3 % мали господиню без чоловіка, і 30,3 % не були родинами. 25,2 % домогосподарств складалися з однієї особи, у тому числі 9,0 % віком 65 і більше років. У середньому на домогосподарство припадало 2,65 мешканця, а середній розмір родини становив 3,17 особи.
Віковий склад населення: 29,9 % віком до 18 років, 10,5 % від 18 до 24, 23,1 % від 25 до 44, 21,4 % від 45 до 64 і 15,1 % років і старші. Середній вік жителів — 34 року. Статевий склад населення: 51,8 % — чоловіки і 48,2 % — жінки.
Середній дохід домогосподарств у місті становив $21 339, родин — $28 333. Середній дохід чоловіків становив $19 773 проти $16 500 у жінок. Дохід на душу населення в місті був $16 948. Приблизно 11,0 % родин і 18,2 % населення перебували за межею бідності, включаючи 21,4 % віком до 18 років і 10,6 % від 64 і старших.